# 生活協同組合香川県労働者住宅協会
生活協同組合香川県労働者住宅協会（せいかつきょうどうくみあい かがわけんろうどうしゃじゅうたくきょうかい、略称：労住協）は、1962年（昭和37年）から2012年（平成24年）までの50年間にわたり、香川県に存在した住宅生活協同組合である。所在地は香川県高松市番町三丁目5番15号 労住協第12ビル407。供給されているマンションの管理会社として香川県労住協住宅サービス株式会社がある。

## 沿革
1962年（昭和37年）5月に創立。日本勤労者住宅協会（勤住協）の香川県支部を母体に県内単一生協として発足し、その時点までに勤住協やその前身の日本労働者住宅協会（日本労住協）が香川県内で手がけた生協団地を継承した。
そして、1960年代後半から80年代前半にかけて、香川県内で郊外に住宅団地、都市部に高層集合住宅を数多く供給した。その後住宅建設は落ち着き、2010年代に入ると供給物件のほとんどが築年数30年を超え、古いものでは50年近くになるものもあるなど、老朽化が進行している。
2012年（平成24年）7月11日午後1時20分を以って破産した。

## 主な供給住宅一覧

### 団地
生協団地は都市郊外の鉄道沿線を中心に展開している。一覧には香川県支部時代に建設された団地を含み、構造は建売もしくは宅地分譲時点の状況を示すため、その後の建て替えや更新などで変化している場合もある。
| 名称                 | 所在地                         | 整備年 | 構造                             | 総戸数 | 備考                   |
| -------------------- | ------------------------------ | ------ | -------------------------------- | ------ | ---------------------- |
| 労住協瓜生ヶ丘団地   | 香川県高松市高松町             | 1961年 | 木造平屋                         | 46戸   |                        |
| 労住協内浜団地       | 香川県坂出市                   | 1961年 | 木造平屋                         | 7戸    |                        |
| 労住協百相ヶ丘団地   | 香川県高松市仏生山町甲         | 1962年 | 木造平屋                         | 121戸  |                        |
| 労住協白鳥湊団地     | 香川県東かがわ市               | 1962年 | 木造平屋                         | 12戸   |                        |
| 労住協柞田団地       | 香川県観音寺市柞田町           | 1963年 | 木造平屋                         | 38戸   |                        |
| 労住協津田団地       | 香川県さぬき市津田町           | 1963年 | 木造平屋                         | 7戸    |                        |
| 労住協松の下団地     | 香川県高松市仏生山町乙・甲     | 1964年 | 木造平屋                         | 124戸  |                        |
| 労住協豊原団地       | 香川県仲多度郡多度津町         | 1964年 | 木造平屋                         | 19戸   |                        |
| 労住協多肥団地       | 香川県高松市多肥上町           | 1965年 | 木造／鉄筋／プレハブ 平屋・2階建 | 157戸  |                        |
| 労住協仏生山駅前団地 | 香川県高松市仏生山町           | 1965年 | 自主建設                         | 57戸   |                        |
| 労住協花園団地       | 香川県高松市花園町             | 1965年 | 木造2階                          | 30戸   | 団地内に第1ビル所在    |
| 労住協津森団地       | 香川県丸亀市津森町             | 1965年 | 木造／鉄筋平屋                   | 33戸   |                        |
| 労住協船岡団地       | 香川県高松市香川町大野         | 1966年 | 木造平屋                         | 31戸   |                        |
| 労住協木太団地       | 香川県高松市木太町             | 1966年 | 木造2階                          | 38戸   |                        |
| 労住協善通寺団地     | 香川県善通寺市金蔵寺町         | 1966年 | 木造／プレハブ／鉄筋平屋         | 31戸   |                        |
| 労住協円座西団地     | 香川県高松市円座町             | 1967年 | 木造／プレハブ／鉄筋 平屋・2階建 | 212戸  |                        |
| 労住協円座東団地     | 香川県高松市円座町             | 1967年 | 木造／プレハブ／鉄筋 平屋・2階建 | 212戸  |                        |
| 労住協丸亀団地       | 香川県丸亀市田村町             | 1967年 | 木造／プレハブ平屋               | 82戸   |                        |
| 労住協道福寺団地     | 香川県仲多度郡多度津町         | 1968年 | 木造／プレハブ平屋               | 46戸   |                        |
| 労住協平池団地       | 香川県高松市香川町浅野         | 1969年 | 木造／プレハブ                   | 127戸  |                        |
| 労住協田村団地       | 香川県丸亀市田村町             | 1969年 | 木造／プレハブ平屋               | 103戸  |                        |
| 労住協川津団地       | 香川県坂出市川津町             | 1969年 | 木造平屋                         | 26戸   |                        |
| 労住協多肥中央団地   | 香川県高松市多肥上町           | 1970年 | 木造平屋／プレハブ               | 65戸   |                        |
| 労住協仏生山団地     | 香川県高松市仏生山町           | 1970年 | 木造2階                          | 4戸    |                        |
| 労住協池戸団地       | 香川県木田郡三木町             | 1970年 | プレハブ／木造平屋               | 27戸   |                        |
| 労住協生野団地       | 香川県善通寺市生野町           | 1970年 | 木造／プレハブ平屋               | 84戸   |                        |
| 労住協豊田団地       | 香川県観音寺市池之尻町         | 1970年 | 木造平屋                         | 63戸   |                        |
| 労住協新町団地       | 香川県仲多度郡多度津町日の出町 | 1970年 | 木造／プレハブ平屋 鉄筋2階       | 124戸  |                        |
| 労住協多肥南団地     | 香川県高松市多肥上町           | 1971年 | 木造／プレハブ平屋               | 63戸   |                        |
| 労住協畑田団地       | 香川県綾歌郡綾川町畑田         | 1971年 | プレハブ／木造平屋               | 165戸  |                        |
| 労住協円座駅前団地   | 香川県高松市円座町             | 1971年 | プレハブ                         | 15戸   |                        |
| 労住協大的場団地     | 香川県高松市浜ノ町             | 1971年 | 木造／プレハブ2階                | 150戸  | 団地内に第4～6ビル所在 |
| 労住協共同アパート   | 香川県善通寺市                 | 1971年 | 鉄筋2階                          | 10戸   |                        |
| 労住協郡家団地       | 香川県丸亀市郡家町             | 1971年 | 木造／プレハブ平屋               | 72戸   |                        |
| 労住協城山団地       | 香川県坂出市府中町             | 1971年 | 木造／プレハブ平屋               | 72戸   |                        |
| 労住協詫間団地       | 香川県三豊市詫間町             | 1971年 | 木造／プレハブ平屋               | 101戸  |                        |
| 労住協白鳥団地       | 香川県東かがわ市白鳥           | 1971年 | 木造平屋                         | 42戸   |                        |
| 労住協鹿角団地       | 香川県高松市鹿角町             | 1972年 | 木造平屋・2階                    | 37戸   |                        |
| 労住協塩江団地       | 香川県高松市塩江町             | 1972年 | 自主建設                         | 99戸   |                        |
| 労住協土器団地       | 香川県丸亀市土器町東一～三丁目 |        |                                  |        |                        |

### 高層住宅
高松市、丸亀市、坂出市、観音寺市、仲多度郡多度津町の都市部には高層集合住宅（マンション）を建設しており、しばしばそのマンション自体を指して「労住協」と呼ばれる。高層集合住宅の名称は、組合の略称＋供給順の一連番号＋ビルで「労住協第○○ビル」のようになっている。他の供給住宅と違って名称はあくまで「ビル」であり、団地や住宅、アパートとは名乗らないが、ビル名に加えて「労住協第○○ビル □□マンション」のように□の部分に地名を冠して「マンション」と名乗っている住宅もある。
| 名称                                    | 所在地                                      | 築年月     | 階建   | 総戸数 | 備考                   |
| --------------------------------------- | ------------------------------------------- | ---------- | ------ | ------ | ---------------------- |
| 労住協第1ビル                           | 香川県高松市花園町二丁目8番21号             | 1964年     | 6階建  | 34戸   | 花園団地内所在         |
| 労住協第2ビル                           | 香川県高松市天神前7番17号                   | 1966年     | 6階建  | 13戸   | 廃止、旧本部所在地     |
| 労住協第3ビル 丸亀会館                  | 香川県丸亀市城西町一丁目7番3号              | 1968年     | 7階建  | 20戸   | 丸亀支店所在地         |
| 労住協第4ビル                           | 香川県高松市浜ノ町66番1号                   | 1969年10月 | 8階建  | 48戸   | 大的場団地内所在       |
| 労住協第5ビル                           | 香川県高松市浜ノ町66番2号                   | 1971年2月  | 12階建 | 70戸   | 大的場団地内所在       |
| 労住協第6ビル                           | 香川県高松市浜ノ町5番1号                    | 1971年     | 9階建  | 96戸   | 廃止、大的場団地内所在 |
| 労住協第9ビル 木太マンション            | 香川県高松市木太町字西村1153番地1           | 1974年9月  | 7階建  | 126戸  |                        |
| 労住協第10ビル                          | 香川県丸亀市西本町一丁目1番15号             | 1975年3月  | 8階建  |        |                        |
| 労住協第11ビル 京町マンション           | 香川県坂出市京町三丁目7番27号               | 1976年3月  | 8階建  | 117戸  |                        |
| 労住協第12ビル                          | 香川県高松市番町三丁目5番15号               |            | 6階建  |        | 労住協所在地           |
| 労住協木太ハイツ                        | 香川県高松市木太町字本村1313番地1           | 1977年1月  | 3階建  | 35戸   |                        |
| 労住協第14ビル 西宝町マンション         | 香川県高松市西宝町二丁目11番16号            | 1979年2月  | 9階建  | 106戸  |                        |
| 労住協第15ビル ハイツリバーサイド       | 香川県高松市郷東町字西本村16番地1           | 1977年9月  | 10階建 | 66戸   |                        |
| 労住協第16ビル 桜町マンション           | 香川県高松市桜町一丁目7番5号                | 1978年10月 | 10階建 | 137戸  |                        |
| 労住協第17ビル 木太17マンション         | 香川県高松市木太町字西新開3146番地1         | 1979年2月  | 10階建 | 100戸  |                        |
| 労住協第18ビル 蓬莱マンション           | 香川県丸亀市土器町東七丁目684番地           | 1978年2月  | 9階建  | 59戸   |                        |
| 労住協第20ビル 京極マンション           | 香川県丸亀市土器町東八丁目50番地            | 1979年11月 | 10階建 | 105戸  |                        |
| 労住協第21ビル 西宝町ニューマンション   | 香川県高松市西宝町一丁目13番27号            | 1980年2月  | 9階建  | 41戸   |                        |
| 労住協第22ビル 末広町マンション         | 香川県高松市末広町3番地4                    | 1980年2月  | 8階建  | 70戸   |                        |
| 労住協第23ビル 浜ノ町グランドマンション | 香川県高松市浜ノ町60番25号                  | 1980年11月 | 10階建 | 125戸  |                        |
| 労住協第24ビル 番町マンション           | 香川県高松市番町一丁目3番28号               | 1981年2月  | 10階建 | 45戸   |                        |
| 労住協第25ビル 兵庫町マンション         | 香川県高松市兵庫町7番地1                    | 1981年7月  | 10階建 |        |                        |
| 労住協第26ビル 蓬莱ニューマンション     | 香川県丸亀市土器町東六丁目300番地           | 1981年4月  | 9階建  | 63戸   |                        |
| 労住協第27ビル 藤塚町マンション         | 香川県高松市藤塚町二丁目12番15号            | 1981年7月  | 10階建 | 64戸   |                        |
| 労住協第28ビル 久米町マンション         | 香川県坂出市久米町一丁目26番22号            | 1981年10月 | 9階建  | 53戸   |                        |
| 労住協第29ビル 琴弾マンション           | 香川県観音寺市南町一丁目3番20号             | 1982年3月  | 10階建 | 36戸   |                        |
| 労住協第30ビル 桃陵マンション           | 香川県仲多度郡多度津町本通二丁目甲554番地13 | 1981年12月 | 10階建 | 37戸   |                        |
| 労住協第31ビル 香西グランドマンション   | 香川県高松市香西南町490番地1                | 1982年1月  | 10階建 | 77戸   |                        |
| 労住協第33ビル 丸の内マンション         | 香川県高松市丸の内13番15号                  | 1983年6月  | 10階建 | 46戸   |                        |
| 労住協第34ビル スカイハイツ玉藻         | 香川県高松市福岡町二丁目9番1号              | 1983年11月 | 14階建 | 98戸   |                        |
| 労住協第38ビル 本町マンション           | 香川県坂出市本町三丁目3番5号                | 1983年3月  | 7階建  |        |                        |